# Scrophularia flava
Scrophularia flava är en flenörtsväxtart som beskrevs av Hans Rudolph Jürke Grau. Scrophularia flava ingår i släktet flenörter, och familjen flenörtsväxter. Inga underarter finns listade i Catalogue of Life.